# Hillsboro, Ohio
Hillsboro là một thành phố thuộc quận Highland, tiểu bang Ohio, Hoa Kỳ. Năm 2010, dân số của thành phố này là 6605 người.

## Dân số
- Dân số năm 2000: 6368 người.
- Dân số năm 2010: 6605 người.